# Endophragmiella valdiviana
Endophragmiella valdiviana är en svampart som först beskrevs av Speg., och fick sitt nu gällande namn av S. Hughes 1979. Endophragmiella valdiviana ingår i släktet Endophragmiella och familjen Helminthosphaeriaceae.   Inga underarter finns listade i Catalogue of Life.